# Зельцер, Аарон
Аарон Зельцер (англ. Aaron Seltzer; род. 12 января 1974, Миссиссога, Онтарио, Канада) — канадский и американский киносценарист, режиссёр и продюсер. Известность получил как автор сценария фильмов «Неистребимый шпион» (1996) и «Очень страшное кино» (2000), а позже как режиссёр фильмов «Киносвидание» (2006) и «Очень эпическое кино» (2007).

## Биография
Родился в Миссиссоге, Онтарио, Канада.
Известен фильмами-пародиями в соавторстве с Джейсоном Фридбергом. Трижды был выдвинут на получение пародийной премии «Золотая малина» в общей сложности в пяти номинациях.

## Режиссёрский стиль
Фильмы Зельцера и Фридберга основаны на использовании сатирического, пародийного и часто «сортирного» юмора, востребованного некоторыми группами зрителей. В прокате их работы в основном коммерчески успешны (фильм «Знакомство со спартанцами» при бюджете в 30 миллионов долларов обеспечил сборы по всему миру в сумме 85 миллионов). Все фильмы режиссёров в разные годы в тех или иных номинациях претендовали на «Золотую малину». «Знакомство со спартанцами» занимает 95-е, «Очень эпическое кино» — 68-е, «Нереальный блокбастер» — 21-е место в списке 100 худших фильмов по версии IMDb.

## Критические отзывы
- О фильме «Киносвидание» (San Francisco Chronicle): «Фильм — неубедительная пародия на Голливудские мелодраммы… За неимением другого материала, режиссёры вновь и вновь обращаются к поверхностному юмору. Единственный трюк, пожалуй, который они забыли использовать — подложенная на кресло вонючая подушка».[6]
- О фильме «Очень эпическое кино» (Аргументы и Факты): «Ужасающая комедия, пародирующая неплохие, в общем-то фильмы. Шутки в ней по большей части просто тупые, варьируются только оттенки — от непристойных до вгоняющих в ступор».[7]
- О фильме «Знакомство со спартанцами» (Кинокадр. Ру): «Наловчившись на „Очень эпическом кино“, дуэт специалистов по низким рейтингам снял именно то, что давно стоило попробовать снять — настоящую УСку (здесь — Упрощённый Сценарий) по всем правилам жанра — когда с любовью к первоисточнику вовсю изгаляются над конкретными героями, в точности воспроизведёнными сценами и общим пафосом фильма-оригинала».[8]

## Фильмография

### Режиссёр
- Киносвидание (2006)
- Очень эпическое кино (2007)
- Знакомство со спартанцами (2008)
- Нереальный блокбастер (2008)
- Вампирский засос (2010)
- Очень голодные игры (2013)
- Суперфорсаж (2015)

### Сценарист
- Неистребимый шпион (1996)
- Очень страшное кино (2000)
- Киносвидание (2006)
- Очень эпическое кино (2007)
- Знакомство со спартанцами (2008)
- Нереальный блокбастер (2008)
- Вампирский засос (2010)
- Очень голодные игры (2013)

### Продюсер
- Очень эпическое кино (2007)
- Знакомство со спартанцами (2008)
- Нереальный блокбастер (2008)
- Вампирский засос (2010)
- Очень голодные игры (2013)

## Награды и номинации
- «Золотая малина», 2008 — номинация в категории «Худший сценарий», Очень эпическое кино[9][10]
- «Золотая малина», 2009 — номинации в категориях «Худший сценарий» и «Худшая режиссура», Нереальный блокбастер[11][12]
- «Золотая малина», 2011 — номинации в категориях «Худший сценарий» и «Худшая режиссура», Вампирский засос[13][14]